# Nada Žgur
Nada Žgur, slovenska pevka zabavne glasbe in pedagoginja, * 1952, Maribor

## Petje
V letu 1975 je pri izvedbi poznejše uspešnice Dan ljubezni sodelovala v jugoslovanskem predizboru za izbor evrovizijske popevke v razširjeni zasedbi Pepel in kri s svojo vokalno skupino Strune, ki so jo poleg nje sestavljale še Alenka Felicijan, Palmira Klobos, Simona Sterle in Zvezdana Sterle.
V letu 1986 je skupaj z Otom Pestnerjem pela v glasbeni podlagi znanega slovenskega televizijskega spota Slovenija, moja dežela.
Bila je članica ženske vokalne skupine Vocalart, katere članice so bile poleg nje še Alenka Godec, Damjana Golavšek, in nekaj časa tudi Simona Vodopivec ter članica skupin, ki izvajajo sodobno duhovno glasbo.

## Poučevanje
Je profesorica jazz petja, pri kateri se je izpopolnjevalo veliko slovenskih pevk in pevcev zabavne, jazz in sodobne duhovne glasbe.